# Evil Under the Sun
Evil Under the Sun (Morte na Praia, no Brasil / As Férias de Poirot (1941) ou Morte na Praia (2002), em Portugal) é um romance policial de Agatha Christie, publicado em 1941, é um caso de Hercule Poirot.

## Enredo
A atraente Arlena Marshall, apesar de casada, envolve-se com Patrick Redfern. Seu marido, Kenneth, parece não se importar, mas o mesmo não pode ser dito da esposa de Patrick, Christine. Arlena tem outra inimiga, Rosamund Darriley, que deseja Kenneth, com quem tem uma amizade de muitos anos, para si. Todos esses personagens se hospedam em um hotel da Cornualha, onde também está Poirot. Um dia, Arlena misteriosamente vai passear sozinha numa enseada próxima. Pouco depois, Patrick e outra hóspede, Emily Brewster, pegam um barco e saem à procura dela, mas acabam por encontrá-la morta. Tudo leva a crer que se trata de crime passional, mas seriam estes os únicos suspeitos e motivos possíveis? Cabe a Poirot, ao Coronel Weston e ao Inspetor Colgate solucionar esse mistério.